# 25565 Lusiyang
25565 Lusiyang è un asteroide della fascia principale. Scoperto nel 1999, presenta un'orbita caratterizzata da un semiasse maggiore pari a 2,7396859 UA e da un'eccentricità di 0,0347434, inclinata di 8,18050° rispetto all'eclittica.